# Patrick James Zurek

Wappen von Patrick James Zurek

Patrick James Zurek (* 17. August 1948 in Wallis, Texas) ist ein US-amerikanischer römisch-katholischer Bischof von Amarillo.

## Leben
Patrick James Zurek empfing am 29. Juni 1975 von Papst Paul VI. die Priesterweihe für das Bistum Austin.
Papst Johannes Paul II. ernannte ihn am 5. Januar 1998 zum Weihbischof des Erzbistums San Antonio sowie zum Titularbischof von Thamugadi. Der Erzbischof von San Antonio, Patrick Fernández Flores, spendete ihm daraufhin am 16. Februar desselben Jahres die Bischofsweihe; Mitkonsekratoren waren der Bischof von Tyler, Edmond Carmody, sowie John Edward McCarthy, Bischof von Austin.
Am 3. Januar 2008 ernannte ihn Papst Benedikt XVI. zum Bischof von Amarillo, am 22. Februar 2008 fand die Inthronisation statt. 